# 눈송이

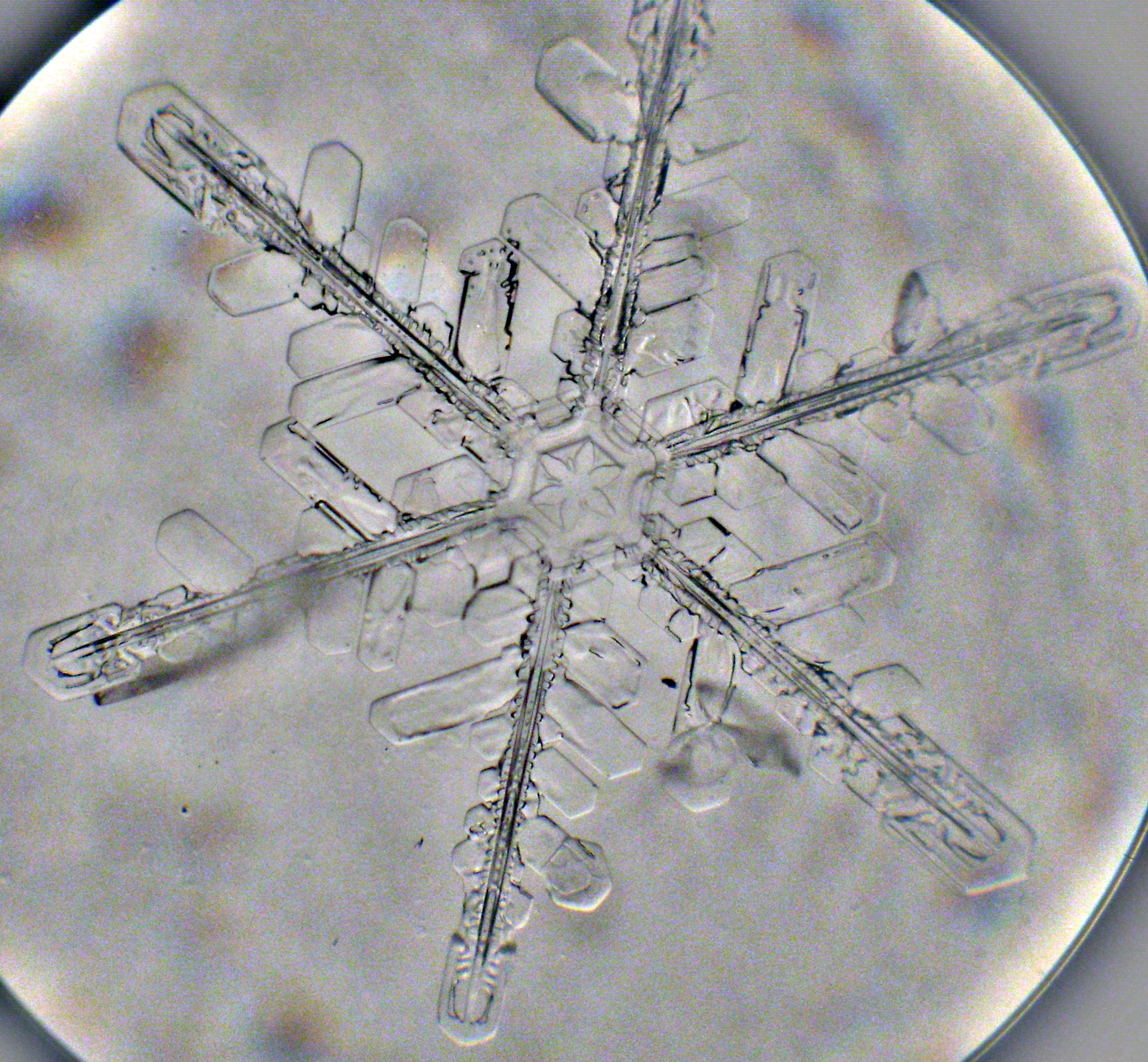
광학현미경으로 본 눈송이

눈송이는 꽃송이처럼 되어 있는 눈이다. 눈송이는 충분한 크기를 달성한 단일 얼음 결정이며, 다른 얼음 결정과 융합되어 지구 대기를 통해 눈으로 떨어진다. 각 플레이크는 과냉각된 구름 물방울을 끌어당겨 과포화 기단의 작은 입자 주위에 핵을 생성한다. 이 물방울은 동결되어 결정 형태로 축적된다. 플레이크가 대기의 서로 다른 온도와 습도 영역을 통과하면서 복잡한 모양이 나타나므로 개별 눈송이는 서로 세부적으로 다르지만 8개의 광범위한 분류와 최소 80개의 개별 변종으로 분류될 수 있다. 결합이 일어날 수 있는 얼음 결정의 주요 구성 형태는 바늘형, 기둥형, 판형, 수빙형이다. 눈은 투명한 얼음으로 이루어져 있음에도 불구하고 흰색으로 보인다. 이는 눈송이의 작은 결정면에 의해 빛의 전체 스펙트럼이 확산 반사되기 때문이다.

## 갤러리
윌슨 벤틀리(1865-1931)가 찍은 사진 모음:

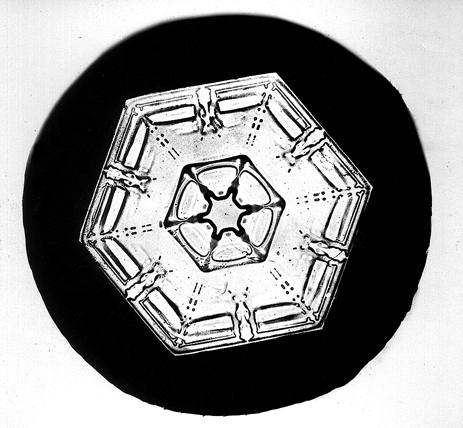
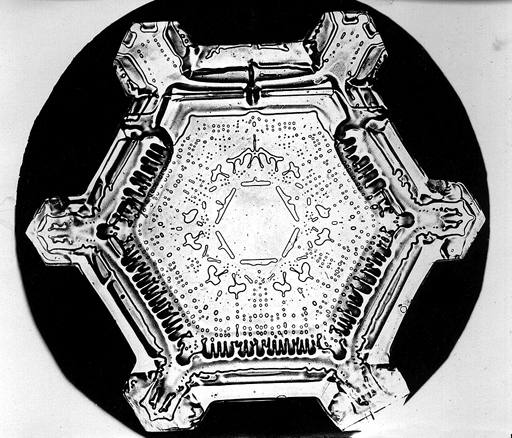
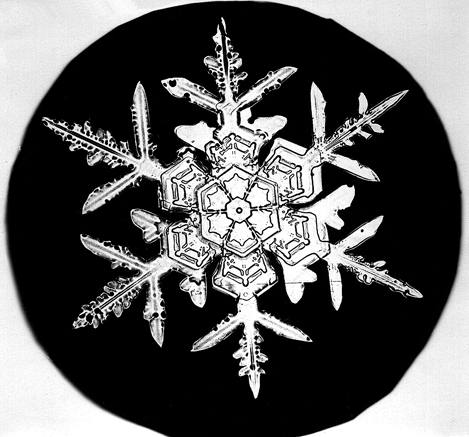
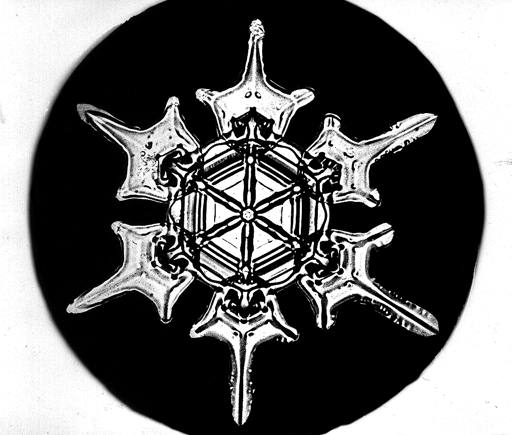
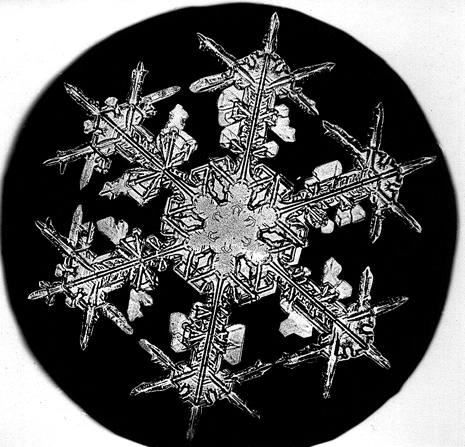
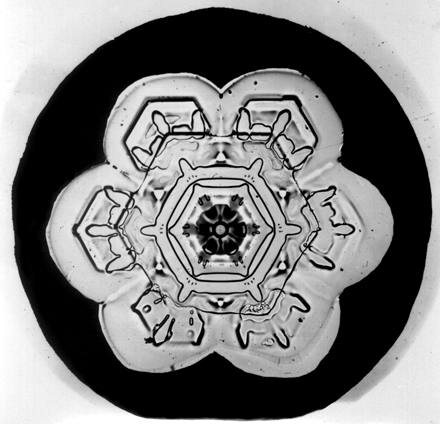
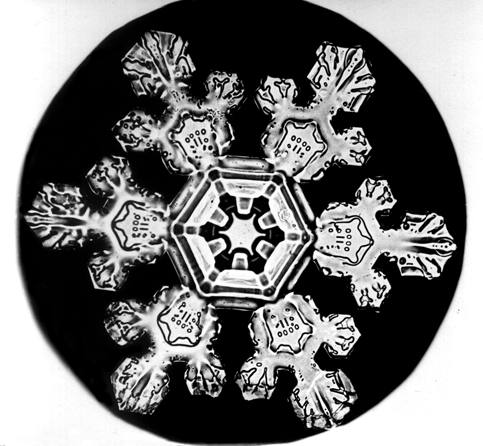
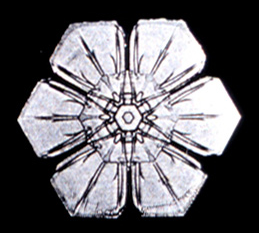
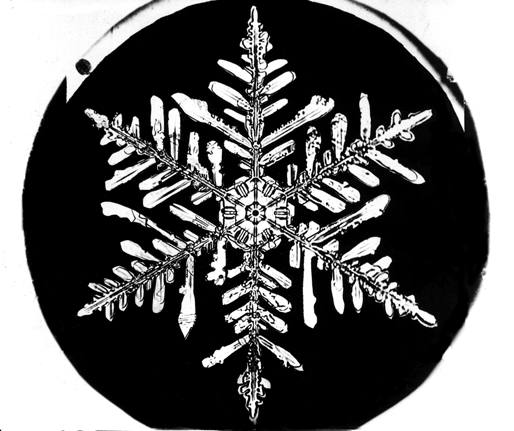
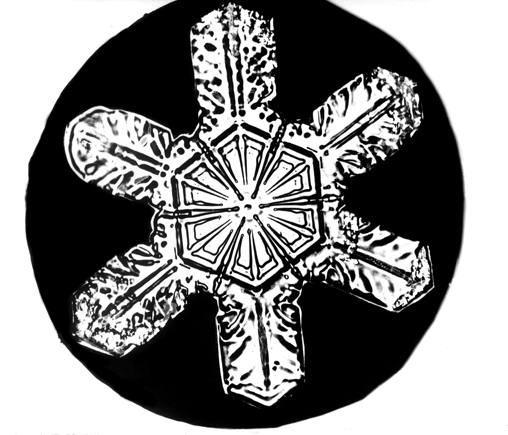
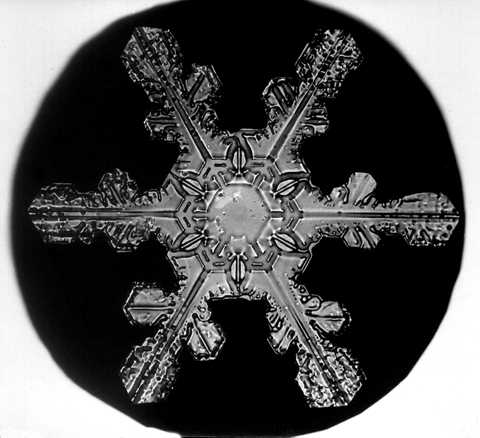
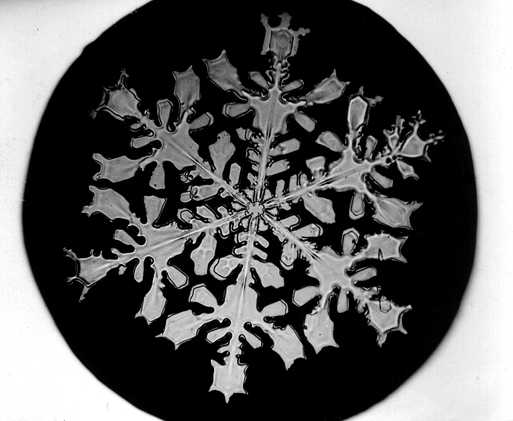

신선한 눈송이에 대한 종합적인 사진 연구는 벤틀리의 사진에 표현된 단순한 대칭이 드물다는 것을 보여준다.

## 같이 보기
- 코크 곡선